# Paracymbiomma otxurucu
Espèce
Paracymbiomma otxurucu est une espèce d'araignées aranéomorphes de la famille des Prodidomidae.

## Distribution
Cette espèce est endémique du Pará au Brésil,. Elle se rencontre à Canaã dos Carajás et Parauapebas dans des grottes.

## Description
Le mâle holotype mesure 1,78 mm et la femelle paratype 2,32 mm, les femelles mesurent de 2,32 à 3,30 mm.
Cette araignée est faiblement pigmentée.

## Systématique et taxinomie
Cette espèce a été décrit par Cizauskas, Brescovit, Rodrigues et Rheims en 2024.

## Publication originale
(juin 2024).
- Cizauskas, Brescovit, Rodrigues & Rheims, 2024 : « Description of the female of P. pauferrense Rodrigues, Cizauskas & Rheims, 2018 and three new species of Paracymbiomma Rodrigues, Cizauskas & Rheims, 2018 (Araneae: Prodidomidae) from Brazil. » Zootaxa, no 5474(3), p. 271-291.